# Užité umění

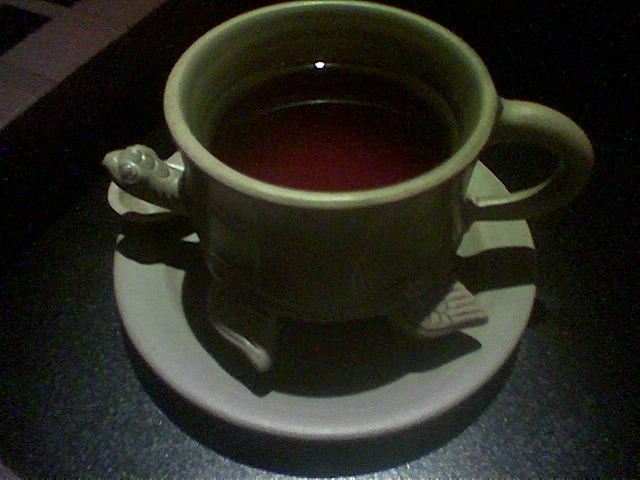
Hrnek představující želvu

Aplikované či užité umění je termín používaný pro umělecké prvky obsažené ve věcech každodenní potřeby, průmyslových a strojních výrobcích, které je tak člověku činí příjemnější při jejich použití a rozvíjejí jeho fantazii. Výtvory užitého umění lidé užívají v každodenním životě, patří k nim např. ozdobná lavička v parku, malovaný talíř, lampa či design časopisu. Od 19. století jsou zakládány muzea a školy, které se tematikou aplikovaného umění zabývají.